# Ichneutica petrograpta
Ichneutica petrograpta là một loài bướm đêm trong họ Noctuidae.